# سلالة تشاكري الحاكمة
سلالة تشاكري  (بالتايلندية:ราชวงศ์จักรี) أو أسرة شاكري الحاكمة لمملكة تايلاند منذ 1782 إلى الآن. وقد حكمت الأسرة من تأسيس مملكة راتاناكوسين أو المسماة مملكة سيام مرورا بمملكة تايلاند الحالية عندما تحولت إلى مملكة دستورية في عام 1932م .

## قائمة ملوك سلالة شاكري
| صورة | الاسم                                               | الميلاد         | بداية الحكم    | التتويج الرسمي                                                 | انتهاء الحكم                                    | الموت                                           | العلاقة معا سلفه)                                                   |
| ---- | --------------------------------------------------- | --------------- | -------------- | -------------------------------------------------------------- | ----------------------------------------------- | ----------------------------------------------- | ------------------------------------------------------------------- |
|      | فيرا شاكري راما الأول (راما الأول)                  | 20 مارس 1737    | 6 أبريل 1782   | 10 يونيو 1782                                                  | 7 سبتمبر 1809 (حكم 27 سنة) (العمر 72)           | 7 سبتمبر 1809 (حكم 27 سنة) (العمر 72)           | 1-أول ملوك سلالة شاكري 2-المؤسس للمملكة                             |
|      | الملك لوت ناباهالاا راما الثاني (راما الثاني)       | 24 فبراير 1767م | 7 سبتمبر 1809م | 7 سبتمبر 1809م                                                 | 21 يوليو 1824م (حكم 15 سنة) (العمر 57)          | 21 يوليو 1824م (حكم 15 سنة) (العمر 57)          | * ابن الملك راما الأول                                              |
|      | الملك فرا بات راما الثالث (راما الثالث)             | 31 مارس 1788م   | 21 يوليو 1824م | 21 يوليو 1824م                                                 | 2 أبريل 1851 (حكم 26 سنة) (العمر 63)            | 2 أبريل 1851 (حكم 26 سنة) (العمر 63)            | ابن راما الثاني                                                     |
|      | الملك مونكوت راما الرابع (راما الرابع)              | 18 أكتوبر 1804م | 2 أبريل 1851م  | 6 أبريل 1851                                                   | 1 أكتوبر 1868 (الحكم 18 سنة) (العمر 63)         | 1 أكتوبر 1868 (الحكم 18 سنة) (العمر 63)         | الأخ غير الشقيق للملك راما الثالث ابن الملك راما الثاني             |
|      | الملك شولالون كورن راما الخامس (راما الخامس)        | 20 سبتمبر 1853  | 1 أكتوبر 1868  | 11 November 1868 (المرة الأولى) 16 نوفمبر 1873 (المرة الثانية) | 23 أكتوبر 1910 (الحكم 42 سنة) (العمر 57)        | 23 أكتوبر 1910 (الحكم 42 سنة) (العمر 57)        | 1- ابن راما الرابع 2-تحت الوصاية من 1868 إلى 1873                   |
|      | الملك فاجيرافود راما السادس (راما السادس)           | 1 يناير 1881    | 23 أكتوبر 1910 | 11 نوفمبر 1911                                                 | 25 نوفمبر 1925 (حكم 15 سنة) (العمر 44 سنة)      | 25 نوفمبر 1925 (حكم 15 سنة) (العمر 44 سنة)      | ابن الملك راما الخامس                                               |
|      | الملك براجاد هيبوك (راما السابع)                    | 8 نوفمبر 1893   | 25 نوفمبر 1925 | 25 فبراير 1926                                                 | 2 مارس 1935 (الحكم 9 سنوات) (استقال)            | 30 مايو 1941 (العمر 47 سنة)                     | ابن الملك راما الخامس والشقيق الأصغر للملك راما السادس              |
|      | الملك أناندا ماهيدول (راما الثامن)                  | 20 سبتمبر 1925  | 2 مارس 1935    | -                                                              | 9 يونيو 1946 (الحكم 12 سنة) (العمر 20) (اغتيال) | 9 يونيو 1946 (الحكم 12 سنة) (العمر 20) (اغتيال) | ابن شقيق راما السابع وحفيد راما الخامس تحت الوصاية من 1935 إلى 1946 |
|      | الملك بوميبول أدولياديج راما التاسع (راما التاسع)   | 5 ديسمبر 1927   | 9 يونيو 1946   | 5 مايو 1950                                                    | 13 أكتوبر 2016 (حكم 70 سنة) (العمر 88 سنة)      | 13 أكتوبر 2016 (حكم 70 سنة) (العمر 88 سنة)      | الأخ الأصغر للملك راما الثامن وحفيد راما الخامس                     |
|      | الملك ماها فاجيرالونغكورن راما العاشر (راما العاشر) | 28 يوليو1952    | 13 أكتوبر 2016 | حتى الآن                                                       |                                                 |                                                 | ابن راما التاسع                                                     |